# Skrzydło o zmiennej geometrii

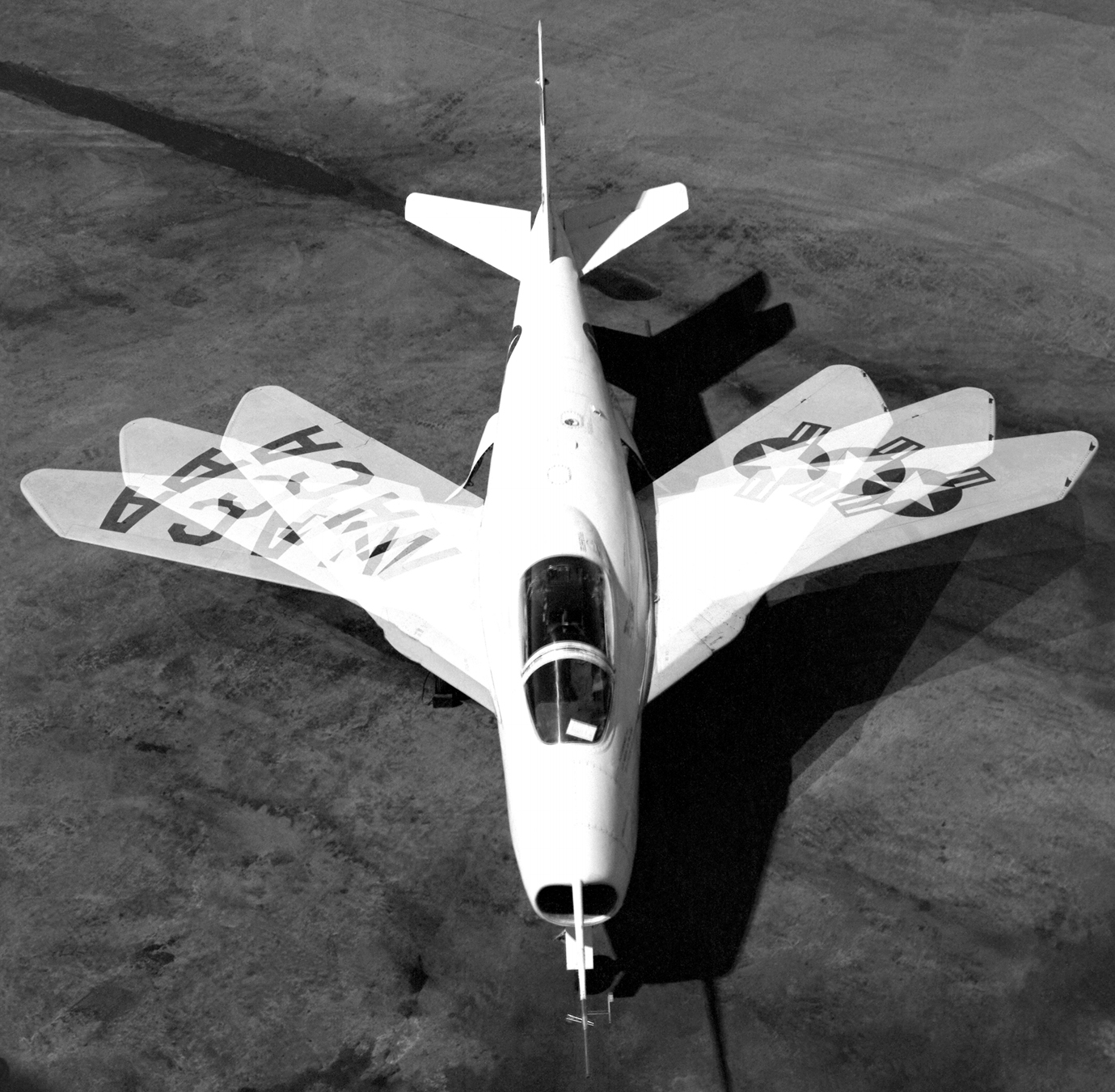
Zakres zmiany geometrii skrzydeł w Bell X-5

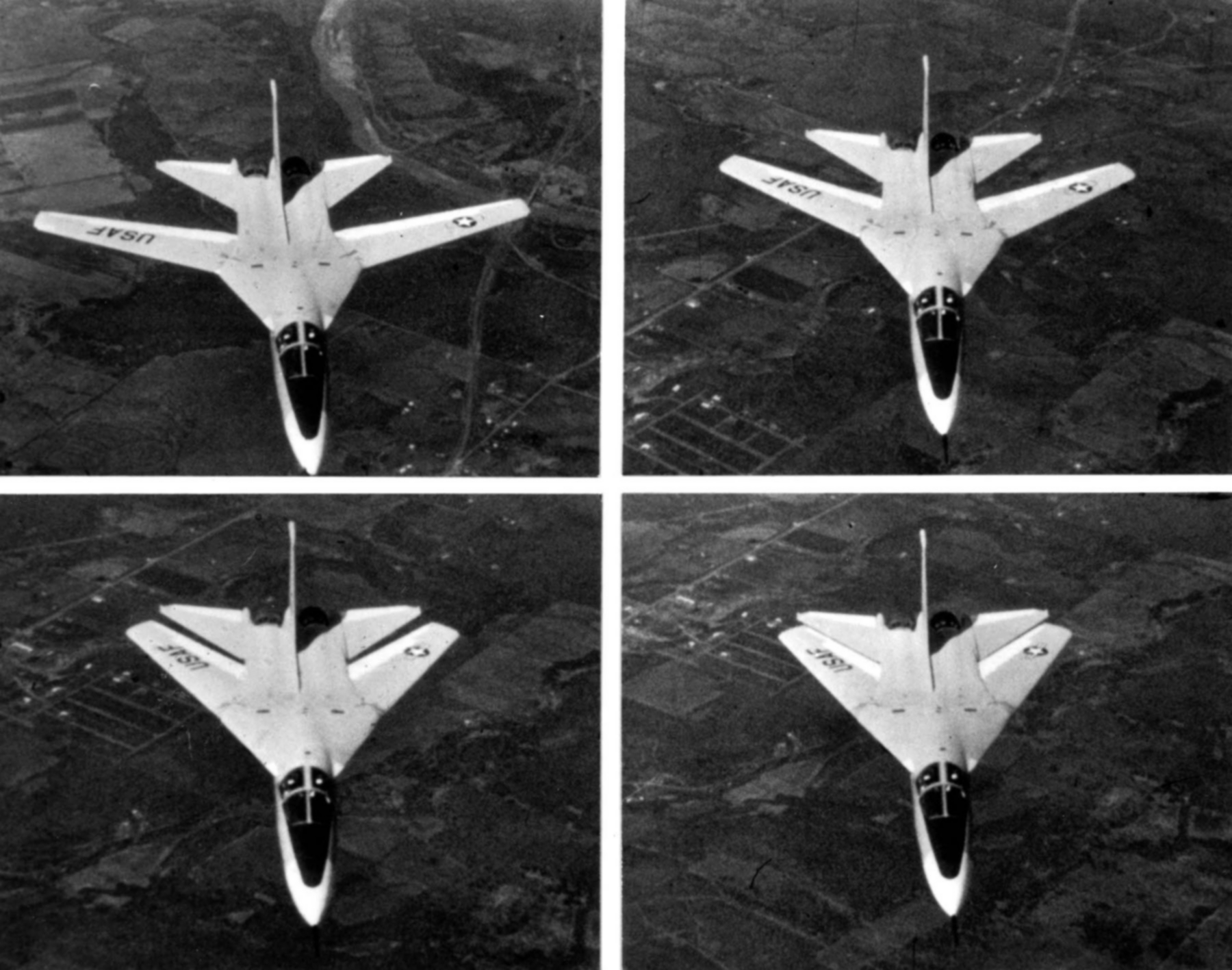
General Dynamics F-111A ze skrzydłami w różnych położeniach

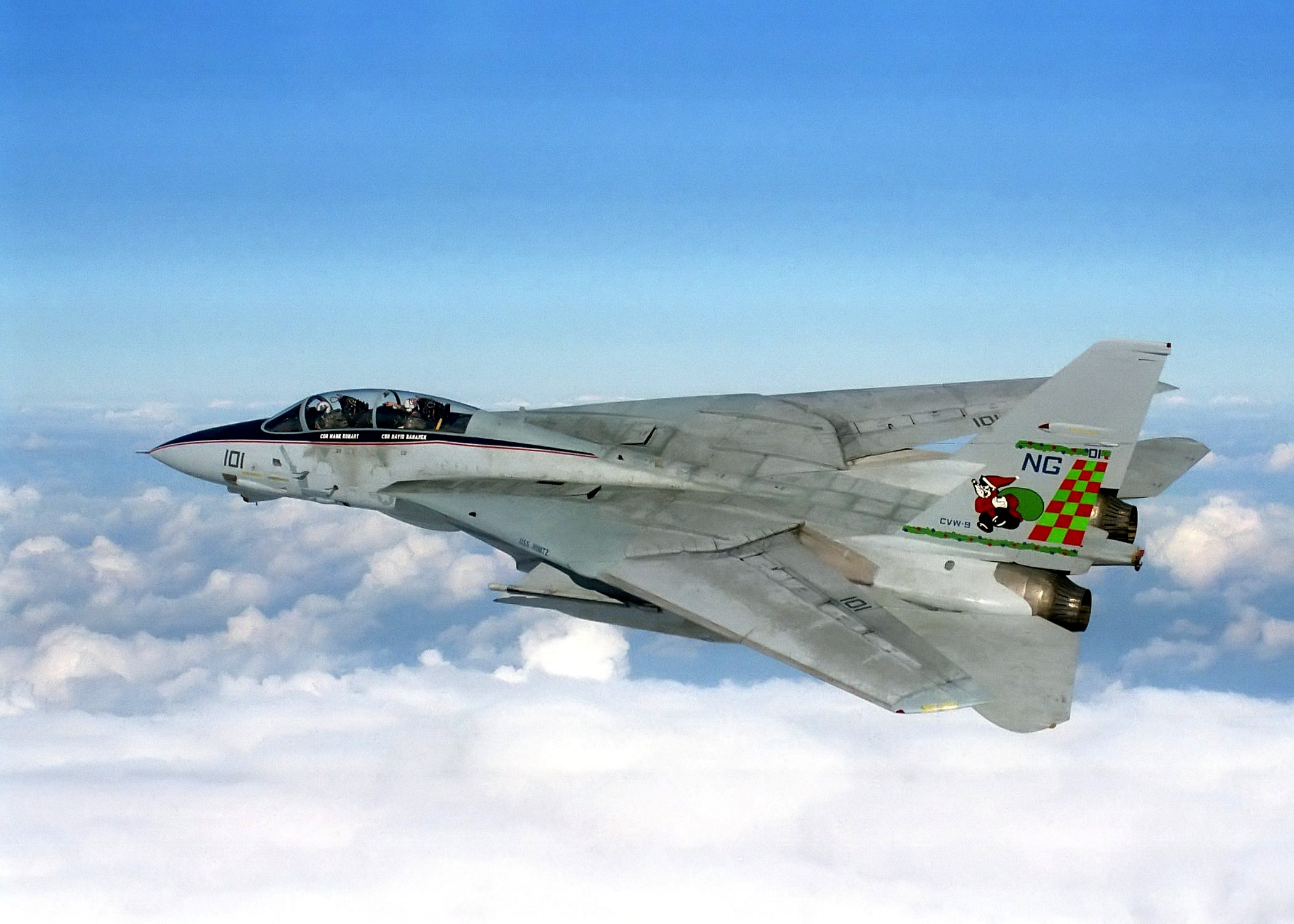
Grumman F-14 Tomcat ze złożonymi skrzydłami w trakcie Operacji Southern Watch nad Irakiem

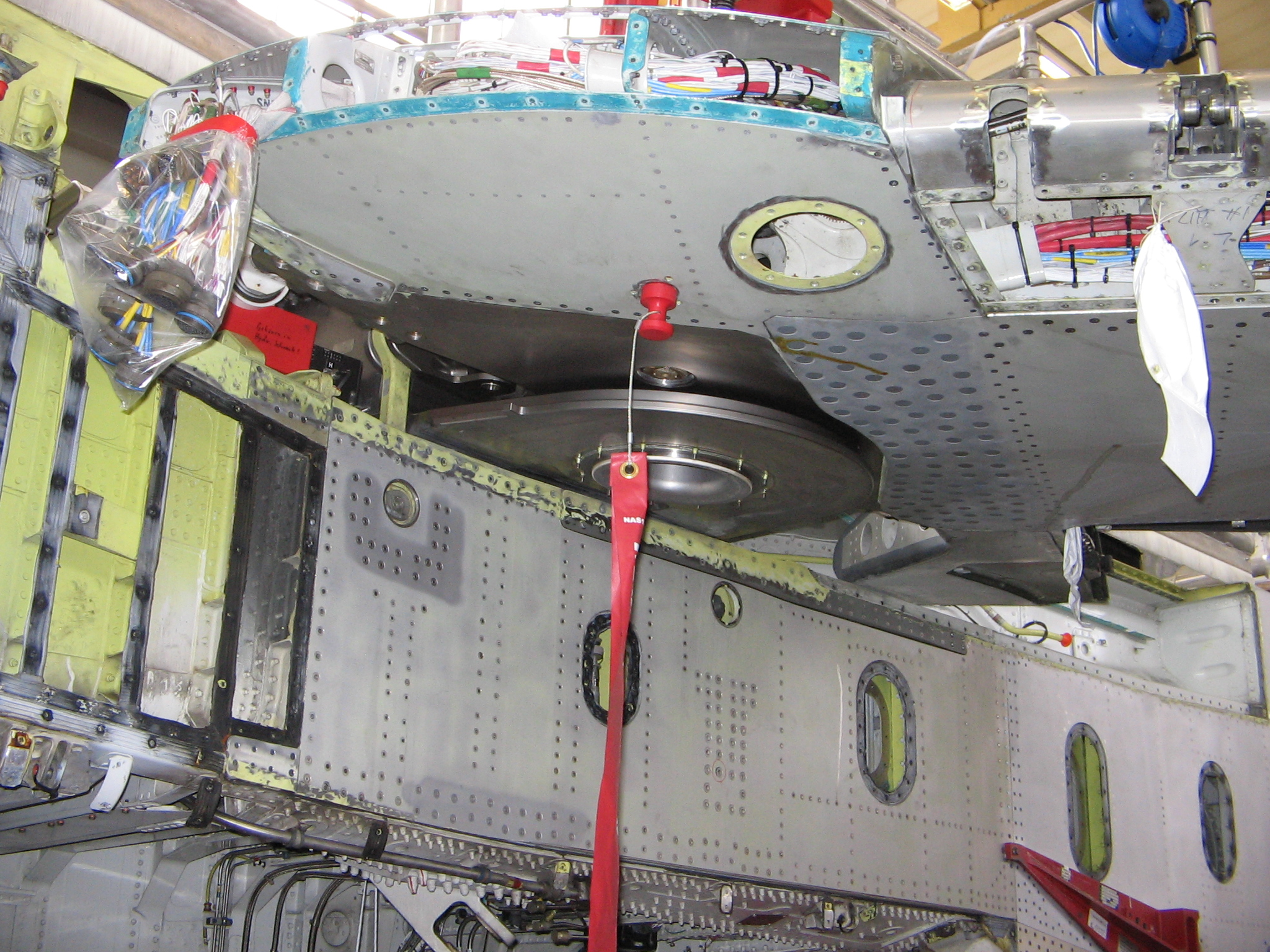
Rozwiązanie mechanizmu zmiany skosu skrzydła w Panavia Tornado

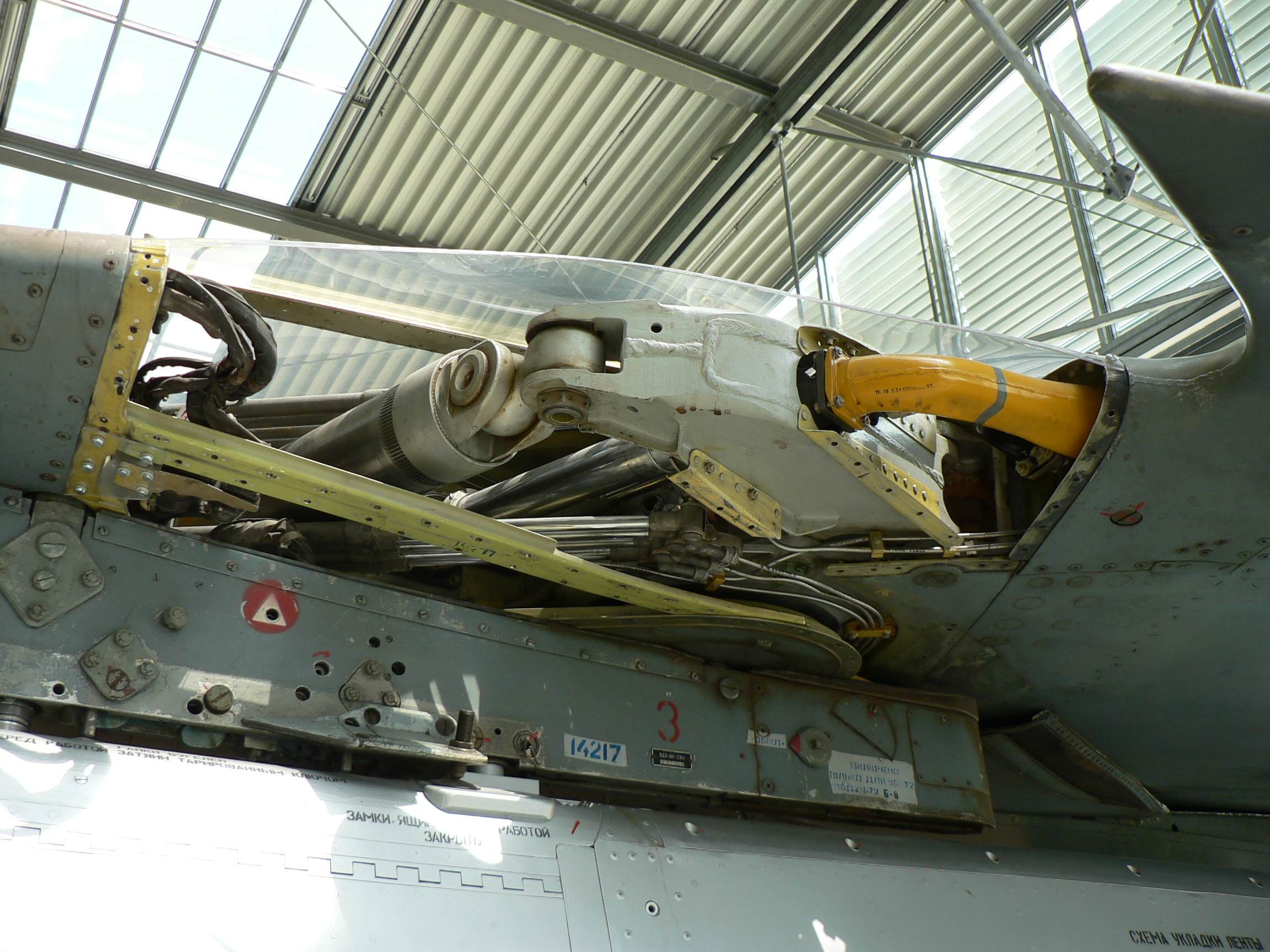
Rozwiązanie mechanizmu zmiany skosu skrzydła w MiG-23

Skrzydło o zmiennej geometrii – skrzydło lotnicze (powierzchnia nośna), którego położenie w płaszczyźnie poziomej, a tym samym skos może być zmieniany w locie przy użyciu odpowiedniego mechanizmu w celu dopasowania charakterystyk siły nośnej powstającej przy różnych prędkościach.
Zmienna geometria skrzydła ma na celu połączenie w jednym samolocie sprzecznych wymogów i osiągów: wysokiej doskonałości aerodynamicznej, umożliwiającej krótki start i lądowanie z niewielką prędkością oraz duży zasięg samolotu (skrzydło proste) ze zdolnością do lotu z dużymi, naddźwiękowymi prędkościami (skrzydło skośne, skrzydło delta).
Zakres regulacji skosu zawiera się zwykle, zależnie od konkretnego typu samolotu, w którym zostało zastosowane, w przedziale od około 16° w położeniu najbardziej zbliżonym do „wyprostowanego” do około 75° (np. MiG-23 16° – skrzydło wyprostowane, 72° – skrzydło z maksymalnym skosem, Grumman F-14 Tomcat: 20°/75°).
Pierwszym seryjnie produkowanym samolotem o zmiennej geometrii skrzydeł był amerykański General Dynamics F-111, oblatany w grudniu 1964 roku.

## Działanie
Zmiana kąta skosu płata nośnego pozwala dopasować wielkość powstającej siły nośnej, oporu powietrza i doskonałości aerodynamicznej statku powietrznego. Ustawienie małego kąta skosu płata (skrzydło niemal „wyprostowane”), dzięki powstałej w ten sposób m.in. większej powierzchni i wynikającej z tego większej sile nośnej, pozwala startować, lądować i lecieć z mniejszymi prędkościami lub zabrać większą ilość paliwa/ładunku. Zwiększa się również manewrowość samolotu przy niskiej prędkości.
Ustawienie dużego kąta skosu zmniejsza opór powietrza na skrzydle i umożliwia lot z prędkościami naddźwiękowymi.

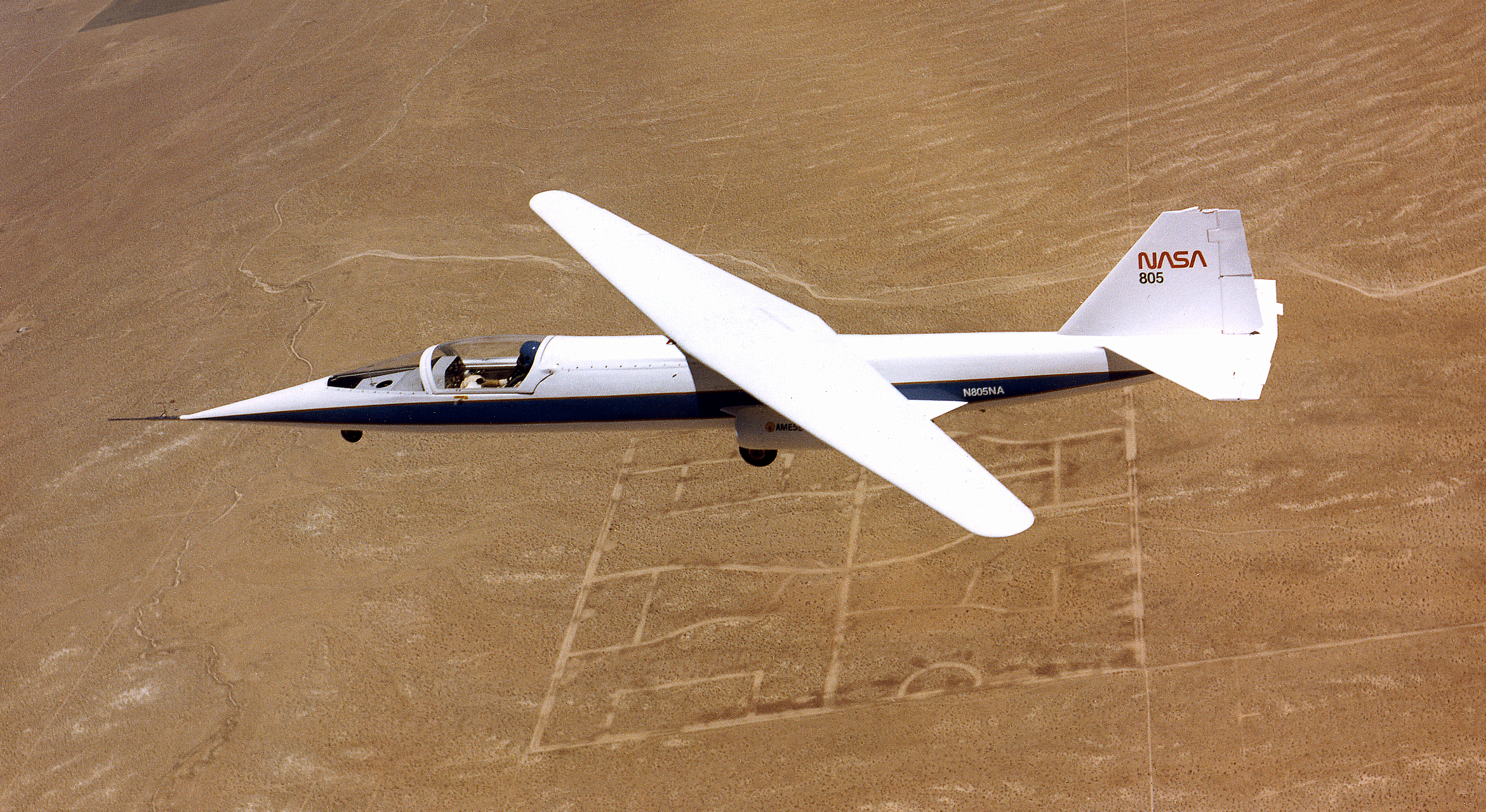
NASA AD-1, eksperymentalny samolot ze skrzydłem typu oblique wing

Szczególną wersję skrzydła o zmiennej geometrii była koncepcja skrzydła typu oblique wing (ang. oblique – ukośny, krzywy), w której umocowany w jednym punkcie obrotu, stanowiący jeden element płat, był obracany wokół tego punktu.
Samolotów ze skrzydłami o zmiennej geometrii nie należy mylić z samolotami o składanych skrzydłach (np. stacjonujących na  lotniskowcach), w których płaty składane są w celu zmniejszenia powierzchni hangarowania.

## Historia
Początki prac nad samolotami ze skrzydłami o zmiennej geometrii sięgają lat 30, i 40, XX wieku, za pierwszy taki samolot uważa się dziś, prototypowy Messerschmitt P.1101, opracowywany na przełomie 1944 i 1945 roku, nigdy jednak nie oblatany i nie wprowadzony do produkcji, którego skrzydła mogły być regulowane na ziemi w zakresie 35°- 45°. Po zakończeniu II wojny światowej samolot, który wpadł w ręce wojsk amerykańskich, posłużył za podstawę do opracowania, oblatanego 20 czerwca  1951 roku, eksperymentalnego Bell X-5 ze skosem skrzydeł zmienianym już w czasie lotu. Jednym z kolejnych projektów był Grumman XF10F Jaguar, opracowany w 1952 roku, ze względu na mierne własności lotne – nigdy nie wszedł do produkcji.
Do idei samolotu ze skrzydłami o zmiennej geometrii powrócono w USA dopiero w początkach lat 60., w programie TFX (Tactical Fighter Experimental), którego efektem było powstanie pierwszego seryjnie wytwarzanego General Dynamics F-111, oblatanego w grudniu 1964 roku.

## Zalety i wady
Skrzydło o zmiennej geometrii posiada wiele zalet, gdy wobec danej konstrukcji lotniczej stawiane są wysokie wymagania w zakresie charakterystyk lotu z małymi prędkościami, pożądany jest start/lądowanie z krótkich pasów startowych, a jednocześnie duży udźwig oraz możliwość lotu z dużymi, naddźwiękowymi prędkościami  na niskim pułapie podczas wnikania w przestrzeń powietrzną przeciwnika, bądź podczas manewrów przechwytywania wrogich samolotów.
Podstawowe i istotne wady takich konstrukcji to znaczne podwyższenie masy własnej pustego samolotu w stosunku do samolotów o stałych skrzydłach oraz wysoki stopień komplikacji mechanizmów zmiany skosu. Powoduje on zwiększenie nakładów pracy na utrzymanie gotowości do lotu i naraża na większą zawodność.

## Samoloty o zmiennej geometrii skrzydeł
Produkowane seryjnie
- General Dynamics F-111
- Grumman F-14 Tomcat
- MiG-23
- MiG-27
- Panavia Tornado
- Rockwell B-1B Lancer
- Su-17/ i jego wersje Su-20, Su-22
- Su-24
- Tu-22M
- Tu-160 Blackjack

Eksperymentalne/prototypowe/zarzucone projekty
- Bell X-5
- Dassault Mirage G
- Messerschmitt P.1101,
- Su-7IG
- Grumman XF10F Jaguar